# Andres Kristol
Andres Max Kristol (* 25. August 1948 in Zürich) ist ein Schweizer Romanist.
Kristol studierte an der Universität Zürich, wo er auch promoviert und habilitiert wurde. 
Von 1993 bis 2014 war er Ordinarius an der Universität Neuenburg und zeitweise Direktor des dortigen Centre de Dialectologie. Ab 1997 amtete er zusätzlich als Extraordinarius für historische französische Sprachwissenschaft an der Universität Basel.
Er ist Herausgeber des Lexikons der schweizerischen Gemeindenamen und der Vox Romanica.

## Veröffentlichungen (Auswahl)
- Sprachkontakt und Mehrsprachigkeit in Bivio (Graubünden). Linguistische Bestandesaufnahme in einer siebensprachigen Dorfgemeinschaft. Francke, Bern 1984.
- Histoire linguistique de la Suisse romande. Éditions Alphil, Neuenburg 2023, ISBN 978-2-88930-455-4.